# Ємельниця (гміна)
Гміна Ємельниця (пол. Gmina Jemielnica) — сільська гміна у південно-західній Польщі. Належить до Стшелецького повіту Опольського воєводства.
Станом на 31 грудня 2011 у гміні проживало 7185 осіб.

## Територія
Згідно з даними за 2007 рік площа гміни становила 113.21 км², у тому числі:
- орні землі: 36.00%
- ліси: 61.00%

Таким чином, площа гміни становить 15.21% площі повіту.

## Населення
Станом на 31 грудня 2011:
| Опис     | Загалом | Загалом | Чоловіки | Чоловіки | Жінки | Жінки |
| -------- | ------- | ------- | -------- | -------- | ----- | ----- |
| одиниця  | осіб    | %       | осіб     | %        | осіб  | %     |
| все      | 7185    | 100     | 3543     | 49.31    | 3642  | 50.69 |
| міське   | 0       | 100     | 0        |          | 0     |       |
| сільське | 7185    | 100     | 3543     | 49.31    | 3642  | 50.69 |

## Сусідні гміни
Гміна Ємельниця межує з такими гмінами: Вельовесь, Завадзьке, Кольоновське, Стшельце-Опольське.